# Stein, Aargau
Stein (schweizertyska: Stei) är en ort och kommun i distriktet Rheinfelden i kantonen Aargau, Schweiz. Kommunen har 3 504 invånare (2023).
Stein ligger på den södra sidan av floden Rhen. På andra sidan floden ligger den tyska staden Bad Säckingen.